# 肉体関係 (隠語)
肉体関係（にくたいかんけい）とは、 男女の性的な交渉のこと。現在は、同性間の性的交渉も含む。

## 概要
なお、「肉体」とは生身の身体そのものを意味しており、直接的な性欲の対象として捉えた際に多く使用される言葉である。

## 該当する例
一般に、第三者から嫌悪される関係であるにもかかわらずセックスに及んだ双方を誹謗中傷するために使用する。
- セックスフレンドや性欲を解消することだけが目的という場合の性行為。
- 近親相姦の関係にある性行為。

ゴシップ記事を中心にした雑誌やスポーツ新聞でも用いられている。
エロ本やアダルトビデオなどでも使用されている。

## 該当しない例（性行為がある場合）
- 正式に結婚している夫婦間の性行為。
- 結婚や婚約を前提としたり公にしている恋人関係の性行為（婚前交渉）。
- 強姦の場合はどちらかが同意していない被害者であるため、肉体関係には該当しない。
- 性風俗での性行為は、お互いに恋愛感情よりも金銭の授受が最優先であることから該当しない。

## 該当しない例（性行為がない場合）
通常、お互いの身体が直接的に触れ合うようなことがなく性行為がなければ、そもそも肉体関係には該当しない。
- 純愛やプラトニックラブとして具体的な行動はなく、両想いや片思いだけの状態。
- ラブレターやメールをやりとりするだけの状態。
- 一人でオナニーをしたり妄想したりするだけの状態。
- 交遊中に飲食の席を共にしたり、一緒に会話をするだけの状態、など。

## 類義語
「肉体」という言葉を用いた性的な類義語には「肉体交渉」がある。その他、痴情や情事など。